# Adriana Iturbide
Adriana Iturbide Ibarra (Guadalajara, 27 de marzo de 1993) es una futbolista mexicana que juega como delantera para el Club Deportivo Guadalajara Femenil en la Primera División Femenil de México. También es parte de la Selección femenina de fútbol de México.

## Biografía
Adriana Iturbide nació en Guadalajara, el 27 de marzo de 1993. Proviene de una familia de médicos, por lo que ella se inclinó por estudiar esa profesión.

## Carrera como futbolista

### En el futbol nacional
Con el Atlas femenil, Adriana debutó el 16 de julio de 2018, enfrentándose al club Monarcas.
| Juegos jugados | Juegos como titular | Goles | Autogoles | Minutos jugados |
| -------------- | ------------------- | ----- | --------- | --------------- |
| 4              | 2                   | 2     | 0         | 357             |

### Carrera internacional
Iturbide hizo su debut como seleccionada el 27 de febrero de 2019 en un partido amistoso en contra de la selección femenil de Italia; partido en el que la selección mexicana perdió.
Goles internacionales
Las puntuaciones y los resultados enumeran primero el resultado de México
| No. | Fecha              | Lugar                      | Oponente | Puntuación | Resultado | Competencia         |
| --- | ------------------ | -------------------------- | -------- | ---------- | --------- | ------------------- |
| 1   | 4 de marzo de 2019 | AEK Arena, Larnaca, Chipre | Hungría  | 2–1        | 3–3       | Copa de Chipre 2019 |